# Francisco Hernández de Toledo

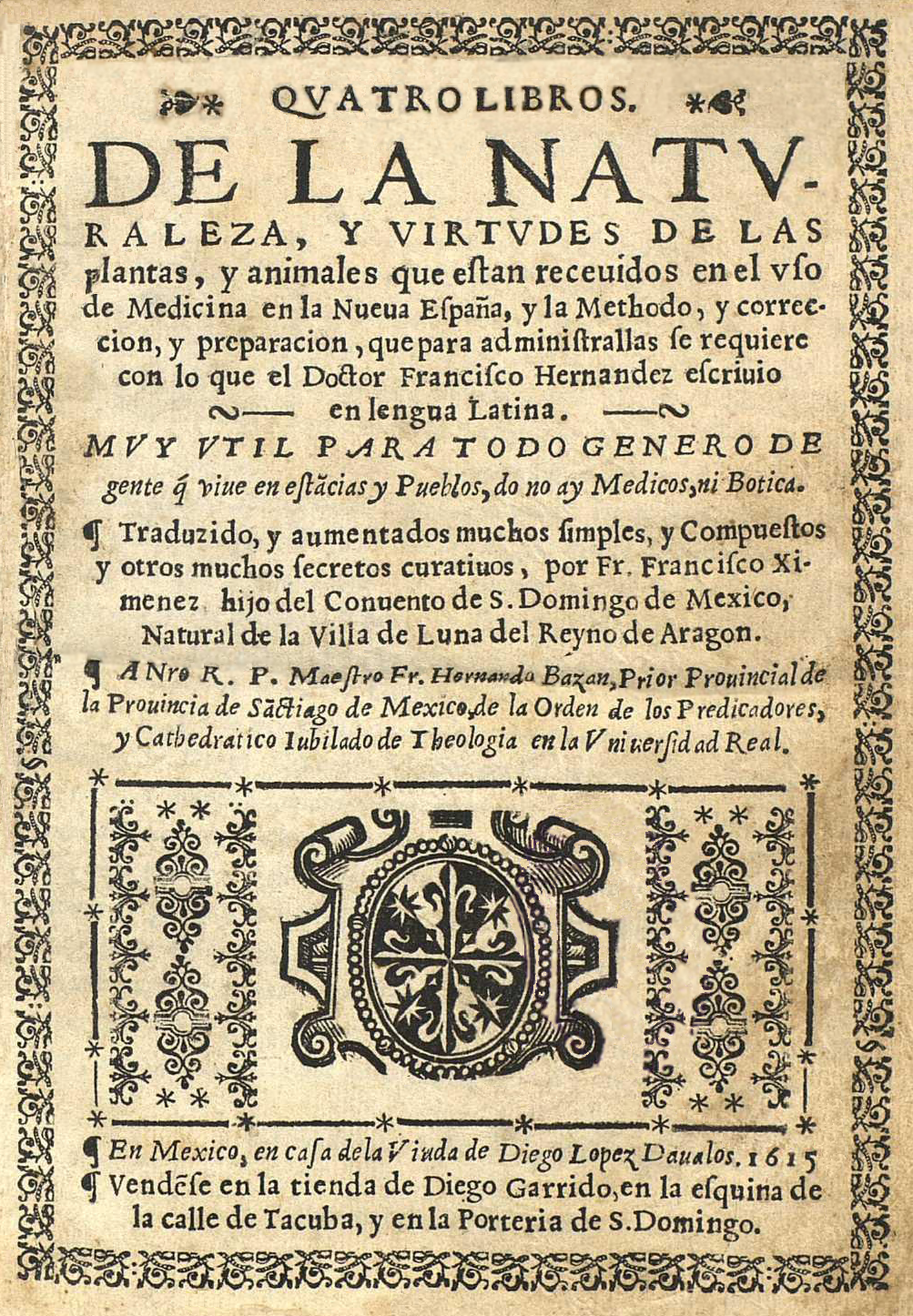
Quatro libros de la naturaleza y virtudes de las plantas y animales. México: 1615.

Francisco Hernández de Toledo (La Puebla de Montalbán, prop de Toledo, Regne de Castella, 1515 o 1517 - Madrid, 28 de gener de 1587) va ser un metge, ornitòleg i botànic castellà. A nivell mèdic és un dels introductors de l'anatomia de Vesal a la península Ibèrica, del que era amic personal (és probable que el conegués durant les estades del mateix Vesal com a metge de la cort de Carles V i Felip II).

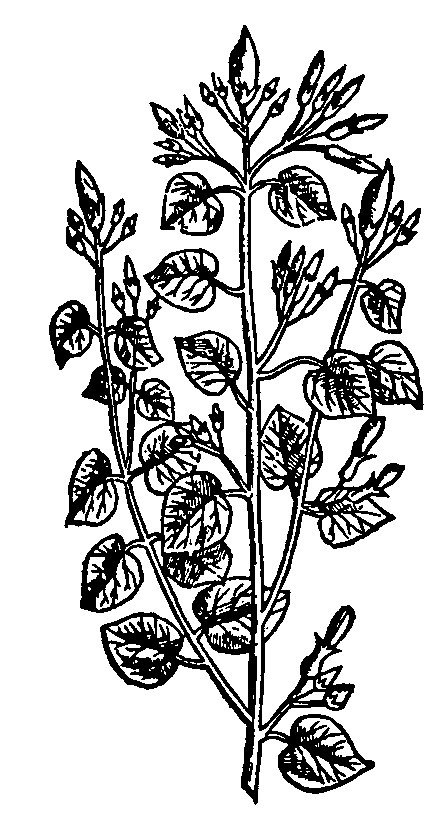
Il·lustració de Rivea corymbosa en una edició del Rerum medicarum Novae Hispaniae thesaurus, seu plantarum, animalium, mineralium historia, de la que s'atribueix l'autoria a Francisco Hernández.

Va estudiar medicina en la Universitat d'Alcalà i va exercir durant diversos anys a Toledo i Sevilla. També va exercir en l'hospital del monestir de Guadalupe, una funció prestigiosa que a més estava ben pagada. Tornà a Toledo cap a l'any 1565 i aviat va ser transferit com metge de la cort. Consagra moltes energies a l'estudi de la naturalesa. Posseïa una sòlida formació intel·lectual i una mentalitat oberta a les novetats. Fou triat per Felip II de Castella per a dirigir una expedició a Amèrica centrada especialment en el territori de Nova Espanya. Hernández va disposar de 60.000 ducats per a organitzar el viatge. El gener de 1570, el rei el nomena protometge general de les nostres Índies, illes i terra ferma del mar Oceà. Hernández va partir a l'agost de 1571, juntament amb el seu fill, i va desembarcar al febrer de 1572 en Veracruz. Durant tres anys va recórrer Amèrica Central. Desgraciadament les notes de les seves observacions no s'han conservat. L'expedició comptava amb un geògraf, pintors, botànics i metges indígenes.
Des de març de 1574 i fins al seu retorn a Espanya en 1577, Hernández va viure a Mèxic on va formar una col·lecció, va estudiar les pràctiques medicinals locals i va fer estudis arqueològics. Durant aquests anys va formar una considerable col·lecció de plantes seques o no, 38 volums de dibuixos i nombroses notes, tres de les quals estan escrites en nàhuatl. Hernández va morir abans de veure la seva obra publicada. Donat el seu cost, Felip II va encarregar a un editor napolità, Nardi Antonio Recchi, la publicació d'una versió abreujada. Els originals es van conservar en la biblioteca de l'Escorial però van desaparèixer, segurament destruïts durant l'incendi de 1671, afortunadament es conservaren còpies d'aquests originals. Tot i així només es coneixen fragments de la seva immensa obra. Successius retards (l'editor va morir prematurament) van dur que l'obra abreujada no es publiqués fins a 1635 i 1651. Hernández va descriure 230 espècies d'aus però la falta d'il·lustracions, que es van perdre, fa la seva identificació molt difícil. Afortunadament, Hernández va citar de forma sistemàtica els noms en nàhuatl a partir dels quals fou possible classificar les aus.